# ByteDance
ByteDance (en xinès: 字节跳动; en pinyin: Zìjié Tiàodòng) o Beijing ByteDance Technology Co Ltd. és una companyia xinesa de tecnologia d'Internet que opera diverses plataformes de contingut habilitades per a l'aprenentatge automàtic, amb seu a Beijing. Va ser fundada per Zhang Yiming el 2012.
El producte principal de ByteDance, Toutiao ("Titulars"), és una popular plataforma de contingut a la Xina i a tot el món. Toutiao va començar com un motor de recomanació de notícies i es va anar convertint gradualment en una plataforma per a proporcionar contingut en diversos formats, com ara textos, imatges, publicacions de preguntes i respostes, microblogs i vídeos. Toutiao ofereix als seus usuaris fonts d'informació personalitzada que es basen en algorismes d'aprenentatge automàtic. Un feed de contingut s'actualitza en funció del que la màquina aprèn sobre les preferències de lectura d'un usuari.
ByteDance també va ser pionera en l'aplicació TikTok per a vídeos creats des del mòbil. Després d'adquirir l'start-up musical musical.ly, la companyia va combinar les dues plataformes en una única, amb el nom de TikTok. També gestiona BuzzVideo i Vigo Video.
ByteDance tenia una mitjana de més de 800 milions d'usuaris actius diaris (més de mil milions d'usuaris acumulats) a totes les seves plataformes de contingut a novembre de 2018. L'empresa va tenir un valor de 78 mil milions de dòlars a novembre de 2018 i es considera un dels unicorns més valuosos del món. El maig de 2019, ByteDance va anunciar la intenció de llançar una nova aplicació per a streaming de música gratuïta. El llançament estava previst a finals del primer trimestre, la companyia ha iniciat negociacions amb conegudes etiquetes musicals.

## Tecnologia

### La tecnologiaAIsubjacent
Els productes de ByteDance utilitzen algoritmes d'aprenentatge automàtic per originar i mostrar contingut rellevant pels usuaris. Aquesta tecnologia subjacent aprèn dels comentaris i les preferències dels usuaris mitjançant les seves interaccions: el temps dedicat a cada article, l'hora del dia que l'usuari llegeix, fa una pausa, els comentaris, els agrada i els preferits. Les dades d'interacció dels usuaris actius s'incorporen als algorismes de ByteDance, perfeccionant encara més la qualitat i la rellevància del contingut distribuït als usuaris. Com a resultat, cada usuari té un feed de contingut personalitzat. Aquesta tecnologia d'AI ha diferenciat les aplicacions de ByteDance al mercat d'internet mòbil a la Xina i la tecnologia subjacent també es pot aplicar als mercats internacionals perquè no té limitacions lingüístiques o culturals.
La tecnologia de visió informàtica, com ara el reconeixement d'objectes, també s'utilitza per etiquetar i entendre automàticament vídeos i imatges per tal de facilitar recomanacions a diferents idiomes.
Les tecnologies d'AI també s'apliquen a les activitats de creació de contingut. Per exemple, el sistema d'aprenentatge automàtic ajuda els creadors a predir contingut viral comparant articles entrants amb contingut anterior que era àmpliament popular.

## Productes

### Toutiao
Toutiao ofereix recomanacions de contingut a tots els usuaris en funció dels seus interessos. Analitzant les característiques del contingut i la interacció dels usuaris amb el contingut, els algorismes generen un feed a mida per a cada usuari.
Al febrer de 2016 es va iniciar a la plataforma Toutiao el projecte d'alertes de persones desaparegudes. El 2017, les alertes van ajudar a trobar-ne 3.573.

### Tik Tok
TikTok és una plataforma de vídeo i música social xinesa que es va llançar el setembre de 2016. L'aplicació permet als usuaris crear els seus propis vídeos de música curta, escollint una música de fons de la llista de música de TikTok que conté una gran varietat d'estils de música.

### musical.ly
musical.ly era una comunitat de vídeos de forma curta que permetia als usuaris compartir vídeos de 15 a 60 segons. Els usuaris podien filmar, editar i publicar vídeos a l'aplicació musical.ly per expressar-se a través de la música, el cant, el ball i altres habilitats. Al desembre de 2017, musical.ly es va unir oficialment a ByteDance. Actualment la plataforma està obsoleta, i s'ha fusionat amb TikTok.

### TopBuzz
TopBuzz és la versió internacional de Toutiao, una plataforma mòbil d'agregació i recomanació de continguts que ofereix vídeos, articles, GIFs i notícies d'actualitat a usuaris de tot el món.

### Notícies República
News Republic és un agregador de notícies i vídeos amb notícies i titulars diaris de més de 2.300 mitjans de 47 països i 43 idiomes. El novembre de 2017 ByteDance va adquirir News Republic a Cheetah Mobile.